# شهرستان استیل (مینه‌سوتا)
شهرستان استیل، مینه‌سوتا (به انگلیسی: Steele County, Minnesota) شهرستانی در ایالات متحده آمریکا است که در مینه‌سوتا واقع شده‌است.